# Мельников Сергій Петрович
Сергій Петрович Мельников (1894, село Старе Підгороднє Зарайського повіту Рязанської губернії, тепер Московської області, Російська Федерація — 1969) — радянський діяч, в.о. голови виконавчого комітету Лепельської окружної ради Білоруської РСР, голова Організаційного комітету Президії ЦВК (Верховної ради) Білоруської РСР по Вітебській області. Депутат Верховної Ради СРСР 1-го скликання (1937—1946).

## Біографія
Народився в селянській родині.
Член РКП(б) з 1918 року.
З 1918 року — працівник повітової надзвичайної комісії (ЧК) міста Зарайська.
Потім служив у Червоній армії, був командиром бронепоїзда в місті Орлі.
Після демобілізації — інспектор управління робітничо-селянської міліції в Ташкенті; заступник начальника Харківського губернського карного розшуку.
У 1937—1938 роках — в.о. голови виконавчого комітету Лепельської окружної ради Білоруської РСР.
З квітня 1938 по 1939 рік — голова Організаційного комітету Президії ЦВК — Верховної ради Білоруської РСР по Вітебській області.
З 1939 року — уповноважений Народного комісаріату заготівель СРСР по Білоруській РСР.
У 1941—1944 роках — організатор партизанського руху в Білоруській РСР, член оперативної групи Мінського підпільного обласного комітету КП(б) Білорусії.
У 1940-х роках — міністр м'ясомолочної промисловості Білоруської РСР.

## Нагороди
- орден Леніна (28.02.1939)
- орден Червоної Зірки
- медалі